# Philip Kotler
Pour les articles homonymes, voir Kotler.
Philip Kotler, né le 27 mai 1931 à Chicago, est un professeur de stratégie marketing et de marketing international à la Kellogg School of Management de l’université Northwestern, titulaire d’un doctorat honoris causa de HEC.
Également consultant, il intervient auprès de grandes entreprises internationales et donne des conférences dans le monde entier. 
Il a publié son autobiographie en 2017.

## Biographie
Après une maîtrise en économie à l’université de Chicago, il obtient un Ph. D. au MIT. Il a effectué des travaux post-doctoraux en mathématiques à Harvard et en sciences du comportement à l’université de Chicago.
Consultant auprès de grandes entreprises internationales, telles que IBM, Michelin, Bank of America, Merck ou Motorola, Kotler va leur apporter son expertise dans les domaines de la stratégie et de la planification marketing, l’organisation marketing et le marketing international.
Kotler pense que le marketing est un élément essentiel de l'économie et que la demande est influencée non seulement par le prix, mais aussi par la publicité, les promotions, les forces de vente, le publipostage et divers intermédiaires (agents, détaillants, grossistes, etc.). Il ajoute que «la mission marketing de l'organisation est de déterminer les besoins, les désirs et les intérêts des marchés cibles et d'atteindre les résultats souhaités de manière plus efficace et efficiente que les concurrents, de manière à préserver ou améliorer le bien-être du consommateur ou de la société ».
Philip Kotler a largement contribué à fonder le marketing en tant que discipline universitaire. Il a marqué la formation de centaines de milliers d’étudiants dans le monde entier et est l’auteur d’une cinquantaine d’ouvrages parmi lesquels le célèbre Marketing Management. Édité pour la première en 1967, ce livre en est aujourd’hui à sa quinzième édition. Il est également auteur et co-auteur de plus d’une centaine d’articles publiés dans divers magazines scientifiques.

## Les idées de Philip Kotler
Philip Kotler est considéré comme le chef de file de l'école du marketing management, dont la philosophie repose sur l'application du processus stratégique Segmentation / Ciblage / Positionnement et des 4 P's.

### Ses multiples définitions du marketing
Philip Kotler, depuis plus de vingt ans, donne simultanément, dans des pages voisines de son manuel de marketing-management ou, même, dans la même page, plusieurs définitions du marketing : celle correspondant à l'optique marketing (the marketing concept), celle correspondant au marketing proprement dit, celle correspondant au marketing-management et celle correspondant au marketing sociétal, plus récemment au marketing relationnel et au marketing holistique
« Le marketing est à la fois l'activité, l'ensemble des institutions et des processus visant à créer, communiquer, délivrer et échanger les offres qui ont de la valeur pour les clients, les consommateurs, les partenaires et la société au sens large. »
« Le marketing management est l'art et la science de choisir ses marchés cibles, puis d'attirer, de conserver, et de développer une clientèle en créant, en fournissant et en communiquant une valeur supérieure à ses clients. »
« Le marketing est le processus sociétal par lequel des individus et des groupes obtiennent ce dont ils ont besoin et ce qu'ils désirent ; ce processus consiste à créer, offrir et échanger avec autrui des produits et des services de valeur. »

### Le marketing mix revisité
On lui doit également la formalisation du marketing mix (les éléments essentiels selon Jerome McCarthy (1960) dans la confrontation d’une offre marketing à un marché) en cinq P : « Product », « Price », « Place », « Promotion » et « Personnel » c'est-à-dire : Produit, Prix, Distribution, Communication et Personnel. Cette dernière variable, dans le sens de la gestion et la formation de la force de vente. Plus récemment, il a évoqué trois âges du marketing : Le marketing 1.0 axé sur le produit. Le marketing 2.0 tourné vers le client. Le marketing 3.0, centré sur l’humain.

### Le marketing latéral
Avec Fernando Trías De Bes, un consultant espagnol

### Le marketing relationnel
« Le marketing relationnel a pour but de construire des relations durables et satisfaisantes avec les différents acteurs du marché afin de gagner leur préférence et leur confiance à long terme. Les clients ou groupes de clients concernés sont sélectionnés en fonction de leur contribution potentielle au succès de l'entreprise. »

### Le marketing 3.0
Le marketing 3.0 est un type de marketing numérique centré sur les valeurs et la quête de sens et qui mélange le marketing émotionnel avec le marketing de la conscience humaine. Il utilise le web 3.0.
Le marketing a jusqu’à présent connu quatre ères :
Le marketing 1.0 était uniquement centré sur le produit et la production. Considéré comme le modèle traditionnel, il utilisait la méthode des 4P (Produit, Prix, Promotion, Place).
Le marketing 2.0 affûte sa stratégie et s’oriente vers le client en le plaçant au centre de sa stratégie marketing.
Le marketing 3.0 va encore plus loin dans sa réflexion et se concentre sur les valeurs et l’humain. Placée dans l’ère de l’instantanéité, le marketing 3.0 se traduit par la prise de conscience des entreprises des valeurs sociétales et environnementales.
Le marketing 3.0 se concentre sur les valeurs et l’humain. Placée dans l’ère de l’instantanéité, le marketing 3.0 se traduit par la prise de conscience des entreprises des valeurs sociétales et environnementales. Il considère ces consommateurs en tant qu’individu humain et non plus en tant qu’individu.

### Le marketing 4.0
Le marketing 4.0 est apparu peu de temps après le 3.0, il est aussi centré sur l’individu mais intègre la révolution numérique qui est en cours avec des Big Data, des outils CRM ainsi que des market automation.
Avec Hermawan Kartajaya et Iwan Setiawan ses co-auteurs indonésiens, Philip Kotler stipule dans le livre éponyme que le compromis accepté par le consommateur (trade-off) n’est plus uniquement motivé par des aspirations hédonistes, mais davantage concéder en fonction de considérations collective, sociétales et humaines. Une évolution du trade-off que Philip Kotler résume en une formule : Win-Win-Win ; autrement dit, la nécessité pour le marketing de ne plus seulement proposer un échange gagnant-gagnant entre une entreprise et un client, mais un échange également profitable à l’écosystème dans lequel il s’effectue (une économie, la société, la planètes, etc.).
Une multitude de nouveaux concepts marketing sont aussi présenté dans le livre Marketing 4.0 comme :
Les 4C – Dans un monde digitalisé, le marketing mix évolue vers une plus grande participation des clients et migre peu à peu vers quatre C : Co-creation (Co-création), Currency (Monnaie), Communal activation (Activation communautaire), Conversation (Conversation).
Les 4A, puis les 5A – Basé sur les quatre A du modèle AIDA (Attention, Intérêt, Désir, action) de Derek Rucker de la Kellog School of Management, les quatre A correspondent à : Conscience (Aware ou niveau de la connaissance), Appreciation (Attitude ou niveau des attitudes), Achat (Acte ou niveau des comportements) et Rachat (Acte Again ou niveau affectif). Le nouveau parcours client rendu possible par le digital modifie les quatre A pour mieux les convertir en cinq A : Prise de conscience (Aware), Intérêt (Appeal), Questionnement (Ask), Action (Act), Recommandation (Advocate).
Le PAR et le BAR – Deux nouveaux indicateurs voient le jour. Le ratio de conversion d’achat de la marque (PAR – Purchase Action Ratio) et le ratio de mobilisation de la marque (BAR – Brand Advocacy Ratio). Le premier mesure la façon dont les entreprises convertissent la notoriété de la marque en actes d’achat. Le second mesure comment les entreprises convertissent la notoriété de la marque en ag=engagement pour la marque.
Les YWN – Les nouveaux consommateurs à séduire sont les Young (plus connectés, influencés et mobilisables via les réseaux sociaux), les Women et les Netizens ou Cybercitoyens qui crient en la démocratie mais pas en la gouvernance. Souvent lanceurs d’alerte (Bradley Manning, Edward Snowden, Hervé Falciani, Antoine Deltour), ils ont montré leur capacité à influer.
Les vertus du plaidoyer négatif – Longtemps terrorisée à l’idée d’avoir une mauvaise image et pire encore, faire l’objet d’un bad buzz, les marques doivent désormais comprendre qu’une mobilisation négative à leur endroit peut susciter une contre-réaction positive de leurs fidèles clients et donc se retourner en leur faveur.
Les nouveaux contours de la marque – Le digital encourage les marques à reconsidérer certaines de leurs facettes et pourquoi pas devenir cool (comme les Google MTV et leurs logos qui changent régulièrement), affirmer une intelligence hors pair (comme Tesla dont la référence au génial inventeur, couplée au charisme de son fondateur, inspire pour le futur), adopter une posture sociale et ouverte aux autres (comme Zappos ou Denny’s Diner), émouvoir (comme Dove ou Doritos), affirmer une personnalité forte (comme Patagonia) et avoir une moralité au-dessus de tout soupçon (comme Unilever avec son plan Unilever Durable, Omo au Brésil, Wall en Inde ou Knorr au Nigeria…).
|                                           | MARKETING 1.0 Orienté produit                                 | MARKETING 2.0 Orienté client                                  | MARKETING 3.0 Orienté valeurs                        | MARKETING 4.0 Orienté réseaux                   | MARKETING 5.0 Orienté technologie pour l’humain                                            | MARKETING 6.0 Orienté immersion et posthumanisme                                     |
| ----------------------------------------- | ------------------------------------------------------------- | ------------------------------------------------------------- | ---------------------------------------------------- | ----------------------------------------------- | ------------------------------------------------------------------------------------------ | ------------------------------------------------------------------------------------ |
| Objectif>                                 | Vendre des services et des produits                           | Satisfaire et fidéliser les clients                           | Améliorer la société                                 | Écouter la société                              | Utiliser la technologie pour créer un marketing inclusif, prédictif et centré sur l’humain | Fusionner expériences physiques et numériques dans une réalité étendue et prédictive |
| Forces utilisées                          | Révolution industrielle                                       | Technologie de l'information                                  | Nouvelle vague technologique                         | Web 2.0 et big data                             | Intelligence artificielle, IoT, robotique, blockchain                                      | Réalité augmentée/virtuelle, métavers, avatars, IA générative, neurotechnologies     |
| Perception du marché par les entreprises  | Grand public et entreprises n'ayant que des besoins matériels | Client plus averti                                            | L'être humain dans sa globalité                      | Le consommateur connecté                        | L’humain augmenté, assisté par la technologie                                              | L’humain hybridé, expérientiel et multisensoriel (physique, digital, cognitif)       |
| Concept marketing clé                     | Le développement de nouveaux services et produits             | La différenciation                                            | Les valeurs                                          | La personnalisation                             | L’augmentation du marketing par les technologies avancées                                  | L’immersion, l’hyperpersonnalisation, la réalité mixte                               |
| Ligne directrices du marketing management | Les spécifications du produit                                 | Le positionnement des produits et services et de l'entreprise | La mission, la vision et les valeurs de l'entreprise | L’échange entre le consommateur et l’entreprise | Cocréation de valeur via technologies intelligentes                                        | Création d’univers immersifs et interactifs coexpérimentés                           |
| Type de valeurs                           | Fonctionnelles                                                | Fonctionnelles et émotionnelles                               | Fonctionnelles, émotionnelles et spirituelles        | Fonctionnelles, émotionnelles et spirituelles   | Fonctionnelles, émotionnelles, spirituelles et technologiques                              | Expérientielles, augmentées, immersives, identitaires                                |
| Interactions avec les clients             | Transaction de un vers plusieurs                              | Transaction en tête-à-tête                                    | Transaction de plusieurs vers plusieurs              | Transaction de plusieurs vers plusieurs         | Interaction humaine assistée par la technologie (IA, chatbot, automation prédictive, etc.) | Expériences immersives symbiotiques (avatar/consommateur, IA/monde réel)             |

Source 

### Le marketing holistique
« Le marketing holistique consiste à élaborer et mettre en œuvre des programmes, des processus, des actions marketing à large spectre et reliés entre eux. Le marketing holistique est relationnel, intégré, diffusé en interne, orienté vers la performance et socialement responsable. » 